# Élisée Legros
Élisée Legros (né le 10 avril 1910 à Jalhay et mort le 17 novembre 1970 à Jalhay) est un linguiste belge, professeur associé à l'université de Liège et ethnologue wallon. Il est notamment l'auteur du tome 3 et du tome 9 de l'Atlas linguistique de la Wallonie.

## Biographie
Élisée Legros est né à Jalhay mais, la famille émigre rapidement vers Liège. Après des études de philologie classique, achevées en 1932, il est appelé en qualité de professeur de latin dans divers athénées : Tirlemont (1934), Jodoigne (1934-1936), Huy (1937) et à Chênée (1944-1957).
Très tôt, cependant, sa rencontre avec Edgard Renard, toponymiste wallon, et quelques cours de philologie romane, suivis à l'université, l'attirent vers l'étude de la langue wallonne et des traditions populaires. Étudiant de Jean Haust, il développe une passion pour la dialectologie wallonne qui le pousse vers l'exploration et l'explication des dialectes de la Belgique romane. Véritable disciple de Jean Haust, il reprend, avec Louis Remacle et Maurice Piron, l'héritage symbolique et intellectuel que celui-ci leur laisse à sa mort, en 1946. Naturellement, Élisée Legros s'oriente vers l'étude du lexique et de l'étymologie des langues de la Belgique romane, ainsi qu'à l'étude ethnologique et folklorique de ces territoires.
Dès 1938, Élisée Legros intègre les équipes du musée de la vie wallonne.
Son implication dans le musée lui vaut un premier détachement pédagogique pour s'employer à temps plein aux enquêtes du musée, entre 1947 et 1949.
Ses études ethnologiques s'intéressent à des domaines divers et variés, qu'il observe sur le terrain : le joug et la charrue en Ardenne liégeoise, les noms de la ruche en Gaule romane, la culture de la vigne en vallée mosane et le métier de tonnelier.
En qualité de directeur-adjoint, il assure l'essentiel du travail scientifique du Musée entre 1948 et sa mort en 1970 : gestion du service des enquêtes et des publications, confection du premier Guide du visiteur (1958).
Parallèlement, son travail de linguiste est salué par ses pairs. On lui doit une étude sur la frontière des dialectes romans en Belgique (1948), la confection du tome « Français-liégeois » du Dictionnaire liégeois de Jean Haust (1948). Il assume par ailleurs la constitution des recueils bibliographies La philologie wallonne en... dans lesquels toutes les études concernant les dialectes de la Belgique romane sont épinglés. La plupart de ses études s'ancrent pleinement dans un travail de terrain, qu'il continuera de mener toute sa vie au Musée de la vie wallonne.
En 1950, il se voit confier le cours facultatif de folklore wallon, à l'université de Liège. En 1957, alors qu'il reçoit le grand prix de philologie de la Société de langue et de littérature wallonnes, il devient officiellement attaché à l'université, en qualité de chef de travaux à l'Institut de dialectologie wallonne, alors qu'il œuvre déjà depuis plusieurs années pour l'Atlas linguistique de la Wallonie, dont il a déjà publié le troisième tome, en 1955. Dès lors, il assure avec Louis Remacle les cours de dialectologie wallonne.
Nommé chargé de cours associé en 1963 puis professeur associé en 1968, il reçoit le prix Albert-Dauzat en 1969, pour couronner l'ensemble de ses travaux de recherches. Il meurt à l'aube de la retraite en 1970, à peine âgé de 60 ans.
Un an après son décès, le musée de la vie wallonne lui rend hommage en publiant des Mélanges à son nom, collectant diverses contributions scientifiques dans les domaines d'étude qu'il affectait tout particulièrement.
À sa mort, la plupart de ses travaux étaient éparpillés dans diverses revues de philologie, d'histoire locale, de linguistique. Aujourd'hui, on n'a pas encore bien conscience de l'influence qu'Élisée Legros a pu avoir sur la dialectologie wallonne, et la dialectologie en général. 
Certains travaux sont même restés inachevés. Parmi ceux-ci, on retiendra le tome 9 de l'Atlas linguistique de la Wallonie, mis en en lumière et édité par Marie-Thérèse Counet en 1989.
La plupart de sa bibliothèque et de sa documentation personnelle a été léguée par testament au Musée de la vie wallonne, qui conserve toujours ces documents précieux au sein du Fonds Élisée Legros.

## Principales publications
- Le joug et la charrue en Ardenne liégeoise, extrait des Mélanges de linguistique romane offerts à Jean Haust, Liège, H. Vaillant-Carmanne, 1939.
- Le scieur de long en Ardenne liégeoise, extrait des Enquêtes du musée de la vie wallonne, tome 4, 1946.
- La Philologie wallonne en... : Chronique bibliographique annuelle, réalisée par E. Legros et J. Herbillon. Extrait du Bulletin de la Commission royale de Toponymie et de dialectologie, de 1946 à 1968.
- La Frontière des dialectes romans en Belgique, Bruxelles, Commission royale de toponymie et de dialectologie, 1948
- Haust, Jean. Dictionnaire français-liégeois, publié sous la direction d'Elisée Legros, Liège, H. Vaillant-Carmanne, 1948.
- La meunerie à vent : le moulin de Donceel en Hesbaye liégeoise, extrait des Enquêtes du Musée de la Vie wallonne, tome 5, 1949.
- Le tonnelier : la tonnellerie à la main à Huy, extrait des Enquêtes du Musée de la Vie wallonne, tome 5, 1949.
- La viticulture hutoise : étude ethnographique et dialectologique, extrait des Enquêtes du Musée de la Vie wallonne, tome 5, 1949.
- Atlas linguistique de la Wallonie. Tome 3. Les phénomènes atmosphériques et les divisions du temps, Liège, 1955.
- L'ancien charroi de Jalhay, extrait des Enquêtes du Musée de la Vie wallonne, tome 9, 1962.
- Sur les noms et tendances du folklore, Liège, Musée wallon, 1962.
- Sur les types de ruches en Gaule romane et leurs noms, Liège, Musée wallon, 1969.
- L'Art populaire en Wallonie, dirigé par Élisée Legros, Liège, Musée wallon, 1970.
- À l'école du dialecte, extrait des Enquêtes du Musée de la Vie wallonne, tome 12, 1973 (posthume).
- Atlas linguistique de la Wallonie. Tome 9. La Ferme, la culture et l’élevage (1re partie), édité et achevé par Marie-Thérèse Counet, Liège, 1987 (posthume).